# Khan Yunis (gouvernement)
Khan Yunis (Arabisch: خان يونس, Khān Yūnis) is een gouvernement van de staat Palestina, gelegen in het zuiden van de Gazastrook. Het gebied telde in 2021 circa 414.000 inwoners.

## Woonkernen
- Khan Yunis
- Khan Yunis Camp
- Bani Suheila
- Al Qarara
- Abasan al-Kabira
- Khuza'a
- Abasan al Jadida(as Saghira)
- Al Fukhkhari